# 中山美穂 パーフェクト・ベスト
『中山美穂 パーフェクト・ベスト』（なかやまみほ - ）は、中山美穂の2枚組ベスト・アルバム。2010年7月7日にキングレコードより発売された。規格品番：KICS1571/2。

## 解説
1970年代から1990年代に活動したキングレコード所属のJ-POPアーティストのベスト盤シリーズ「パーフェクト・ベスト・シリーズ」の一作。
中山美穂初の2枚組ベストであり、シリーズの中で唯一の2枚組である。
収録曲全34曲中、31曲がオリコンチャート10位以内（内首位獲得8曲、ミリオンセラー2曲）を記録している。
2013年、同作には収録時間の関係で収録できなかったシングル曲を補完したシリーズ続編の『中山美穂 パーフェクト・ベスト2』がリリースされた。

## 収録曲

### DISC-1
1. 「C」
2. 生意気
3. BE-BOP-HIGHSCHOOL
4. 色・ホワイトブレンド
5. クローズ・アップ
6. JINGI・愛してもらいます
7. ツイてるねノッてるね
8. WAKU WAKUさせて
9. 「派手!!!」
10. 50/50
11. CATCH ME
12. You're My Only Shinin' Star
13. 人魚姫 mermaid
14. Witches
15. ROSÉCOLOR
16. Virgin Eyes
17. Midnight Taxi
18. セミスウィートの魔法
19. 女神たちの冒険

### DISC-2
1. 愛してるっていわない!
2. これからのI Love You
3. Rosa
4. 遠い街のどこかで…
5. Mellow
6. 世界中の誰よりきっと
  - 中山美穂&WANDS名義
7. 幸せになるために
8. あなたになら…
9. ただ泣きたくなるの
10. Sea Paradise -OLの反乱-
11. HERO
12. CHEERS FOR YOU
13. Hurt to Heart〜痛みの行方〜
14. Thinking about you〜あなたの夜を包みたい〜
15. 未来へのプレゼント
  - 中山美穂 with MAYO名義